# リッペ郡
リッペ郡 (ドイツ語: Kreis Lippe) は、ドイツ連邦共和国ノルトライン＝ヴェストファーレン州デトモルト行政管区（地理上のオストヴェストファーレン＝リッペと同一地区）に属す郡である。郡庁所在地はデトモルトである。郡域はかつてのリッペ侯国とほぼ一致する。ヴェストファーレンとラインラント北部に加えてリッペがノルトライン＝ヴェストファーレン州を構成している。歴史上、リッペの地名の元となったリッペ川は本郡を流れていない。

## 地理

### 隣接する郡および市
リッペ郡は、北はヘルフォルト郡およびミンデン＝リュベッケ郡、東はニーダーザクセン州のシャウムブルク郡、ハーメルン＝ピルモント郡およびホルツミンデン郡、南はヘクスター郡およびパーダーボルン郡、西はギュータースロー郡およびビーレフェルト市と境を接している。

## 歴史
本郡は、古くは神聖ローマ帝国領、後にはリッペ侯国を形成していた。12世紀に初めてリッペ家がここに支配地を築いていたことが文献に記録されており、1529年に帝国伯、1789年に帝国諸侯に昇格した。リッペは1815年にドイツ連邦に加わり、1871年から1945年まではドイツ国を構成する州に、1918年からは自由州となった。1932年に行政単位としてデトモルト郡とレムゴー郡が形成され、1934年にそれまで郡独立市であったデトモルトとレムゴーもこれに編入された。
1947年1月21日にリッペ自由州は、イギリス占領軍の軍事令 No. 77 によってノルトライン＝ヴェストファーレン州と統合された。この際ミンデン行政管区とリッペ行政管区から新たにデトモルトを本部所在地とするミンデン＝リッペ行政管区（1947年4月1日、同年6月2日からデトモルト行政管区）が創設された。ノルトライン＝ヴェストファーレン州の州議会が1948年11月5日に可決した法令（いわゆるリッペ仮協定を発展させたもの）、すなわちリッペ州をノルトライン＝ヴェストファーレン州に併合する法令が1949年に発効した。これとは別にリッペ地域連合が形成された。リッペローデとカペルはリップシュタット郡に編入された。
1969年と1970年にレムゴー郡（1969年1月1日、レムゴー法による）とデトモルト郡（1970年1月1日、デトモルト法による）で新たな自治体が成立した。かつて186あったリッペの市町村から16市町村が創設された。リュクデ市とハルツベルクおよびケムペン＝フェルドロムの町はデトモルト郡に、リッペの飛び地であったグレーフェンハーゲンはヘクスター郡に編入された。1973年、それまでのレムゴー郡とデトモルト郡から新たにリッペ郡を創設するビーレフェルト法が成立した。その郡庁所在地はデトモルトに置かれた。
リッペ郡の郡域は、かつての所領/伯領/侯国および州としてのリッペとほぼ一致しており、約 900年の歴史を引き継いでいる。

## 行政

### 上級郡行政長官
- 1973年1月1日 - 1973年6月30日: ヘルムート・クリューガー（委任された上級郡長）
- 1973年7月1日 - 1985年7月14日: ヒルマール・ロッツ
- 1985年7月15日 - 1993年7月14日: ウード＝パウル・ハーゼ
- 1993年7月15日 - 1999年9月30日: ヘルムート・カウター

1999年10月1日に自治体制度改革によって、専任の上級郡行政長官と名誉職の郡長が統合された。このため、1999年10月1日以降上級郡行政長官は存在しない。

### 郡長
- 1973年 - 1985年: ハインツ・ヴェーゲナー (SPD)
- 1985年 - 1990年: ハンス・ブッデ (SPD)
- 1991年 - 1999年: ハンス・ポール (SPD)
- 1999年 - 2015年: フリーデル・ホイヴィンケル (CDU)
- 2015年 - : アクセル・レーマン (CDU)

### 郡議会
2020年9月13日に行われた郡議会選挙に基づく議席配分を以下に示す。
- ドイツ社会民主党 (SPD) 18議席
- ドイツキリスト教民主同盟 (CDU) 17議席
- 同盟90/緑の党 (Grüne) 12議席
- 自由民主党 (FDP) 4議席
- AfD 3議席
- 左翼党 2議席
- Bundesverband der Freien Wähler 2議席
- Aufbruch C 2議席

### 紋章、旗、幟

リッペ郡の旗

本郡の紋章は銀（白）地に、金色（黄色）の蘂と金色（黄色）の萼を持つ赤い5弁のバラ（リッペのバラ）が描かれている。
1973年に自治体の地域再編で創設されたリッペ郡は1973年7月17日に認可を得て、紋章にリッペのバラを使っている。歴史上、バラは何世紀も前からリッペ領主家、リッペ伯家、リッペ侯国、ジッペ自由州の紋章の意匠であった。デトモルト郡とレムゴー郡とが合併して以降、リッペ郡の郡域は基本的にリッペ州と同一であった。こうした8世紀以上に及ぶ異例に長続きした歴史を背景に、新しい郡の紋章にリッペのバラを使おうという企画が興るのは自然なことであった。16本の金の雄蘂は新しい郡に属す市町村を象徴している。
本郡は、長軸方向に黄色と赤に塗り分けられた地に旗竿寄りに郡の紋章が描かれた旗と、長軸方向に黄色と赤に塗り分けられた地の上部に郡の紋章が描かれた幟を使用している。
（郡の基本条例 § 2）

## 社会資本と経済

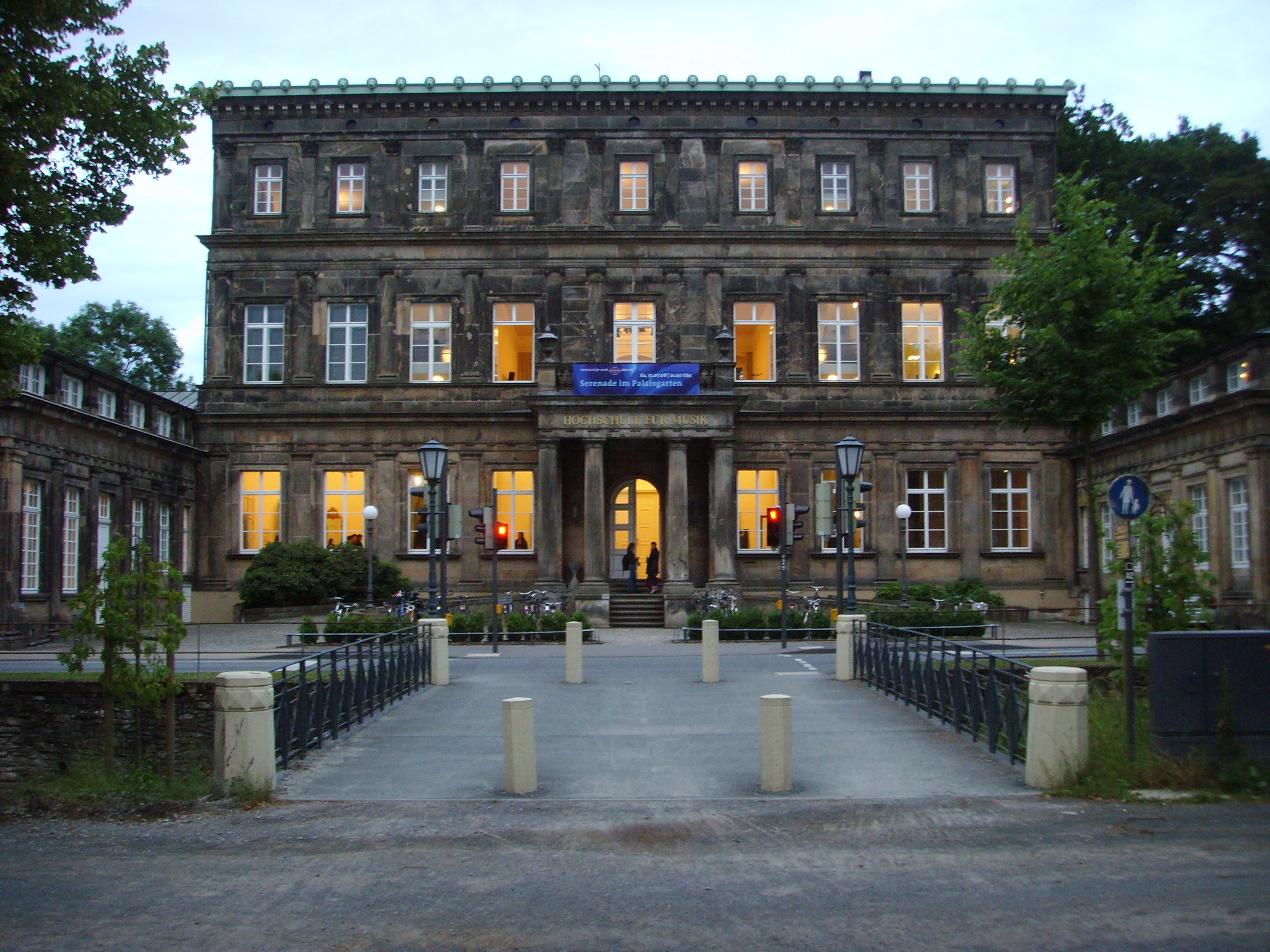
デトモルト音楽大学

### 大学
リッペ郡の大学都市はデトモルトとレムゴーである。デトモルトには音楽大学がある。レムゴーにはオストヴェストファーレン＝リッペ大学の本部がある。この大学はデトモルト以外のリッペ郡内や、リッペ郡外のヘクスターやヴァルブルクにもキャンパスを有している。
ホルン＝バート・マインベルクには大学学生・OBのためのヨーロッパセンター・オストヴェストファーレン＝リッペがある。

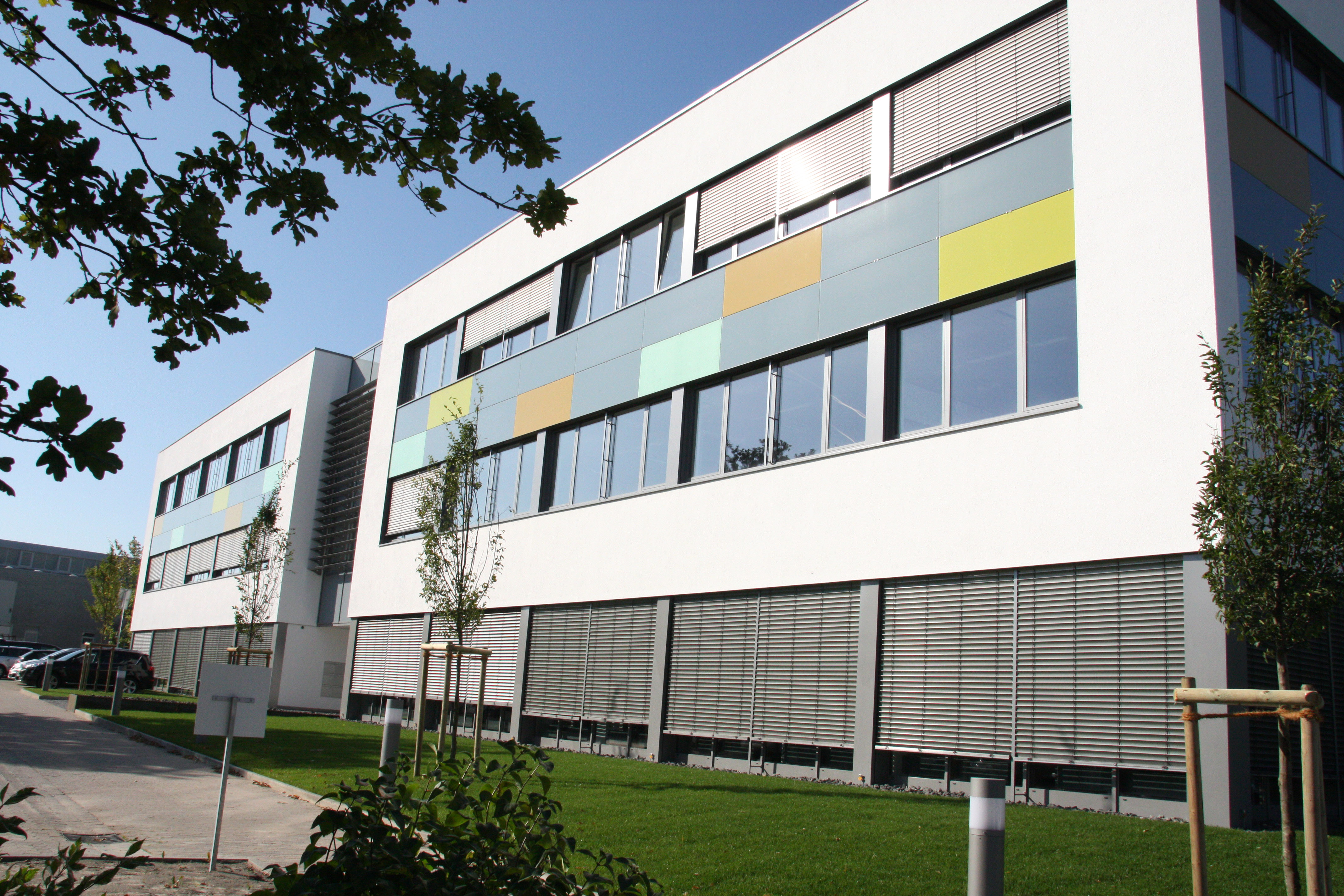
レムゴーのオストヴェストファーレン＝リッペ大学内にある工業 IT センター (CIIT)

### 大学を除く研究機関
大学を除く研究機関としては、デトモルトにマックス＝ループナー研究所の「穀物の安全と品質研究所」があり、レムゴーにはフラウンホーファー研究機構の工業オートメーション応用研究所 (IOSB-INA) がある。フラウンホーファー応用研究所が入居している建物は、オストヴェストファーレン＝リッペ大学のレムゴー・キャンパス内にあり、指定管理者制度の枠組みで個人投資家によって建設された。ここでの研究は、ITを基盤としたオートメーションに重心が置かれている。

### 教育、研究・調査、文化の奨励
教育、研究・調査、文化の奨励のためにリッペ郡は2001年にリッペ郡シュタンドルトジッヘルングが創設した。リッペ地域連合もこの地域で奨励活動を行っている。

### 交通

#### 飛行場と空港
エルリングハウゼン飛行場は、大きなグライダー飛行場で、小型のエンジン飛行機も離着陸可能である。この他に、もう一つの地域飛行場デトモルト飛行場がある。ブロムベルクの近くにはブロムベルク＝ボルクハウゼン飛行場がある。
郡外の最寄りの空港は、ビーレフェルトとパーダーボルン近郊（後者は国際空港である）にある。

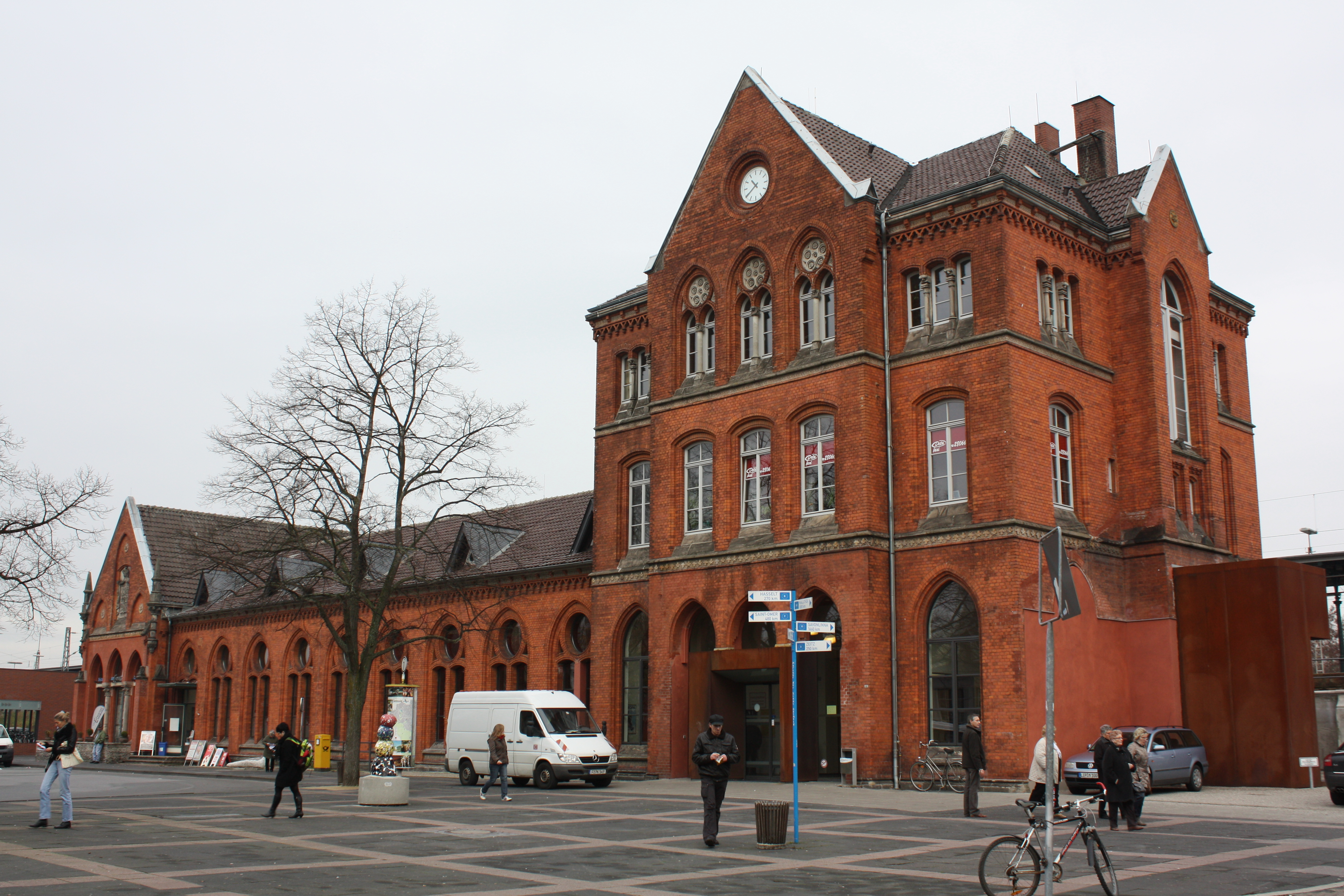
デトモルト駅

#### 鉄道
リッペ郡は、ベガタール鉄道、ヘルフォルト - パーダーボルン線およびハノーファーSバーンで結ばれている。公共交通サービスには以下のものがある。
- RB 71「オストヴェストファーレン鉄道」: パーダーボルン - デトモルト - バート・ザルツウフレン - ヘルフォルト（日中 1時間毎）
- RB 82「デア・ライネヴェーバー」: （アルテンベーケン - ）デトモルト - ビーレフェルト さらに ミュンスター（平日のデトモルト - ミュンスター間は 1時間毎、日曜日は全線 2時間毎）
- RB 73「デア・リッパーレンダー」: レムゴー - エルリングハウゼン - ビーレフェルト さらにヘルフォルトを経由してラーデン（1時間毎）
- ハノーファーSバーン 5号線: ハノーファー空港 - ハノーファー - ハーメルン - シーダー - シュタインハイム (ヴェストファーレン) - アルテンベーケン - パーダーボルン

ヴェストファーレン鉄道、オイロバーン、ノルトヴェストバーンおよび DBレギオの S5号線の旅客路線が郡を通過している。

#### 道路
連邦アウトバーン A2号線ドルトムント - ハノーファー線のビーレフェルトとヘルフォルトとの間の区間がリッペ郡の北西部をかすめている。ビーレフェルトからパーダーボルンへのゼンネ地域を通る連邦アウトバーン A33号線が郡域近くの西側を通っている。
リッペ郡内を連邦道 B1号線、B66号線、B238号線、B239号線、B252号線が通っている。その他の重要な道路には、オストヴェストファーレン通りやエクスタータール通りがある。
郡議会は 2006年に、郡の道路建設、道路管理、道路保守を民間に委託する指定管理者制度プロジェクトの締結を決議した。この政策は市民の間で議論を呼び、これに対する住民投票を要求する市民運動が起こった。郡議会は、2006年11月6日の会議で、この住民投票の要求は認められないとして否決した。

#### 自転車
郡内には多くの広域自転車道やローカルな自転車道が張り巡らされている。たとえば、ウェルネル＝ルートや廃線跡を利用した自転車道バーンラートルーテン・ヘルヴェーク＝ヴェーザーやバーンラートルーテン・ヴェーザー＝リッペなどである。

### 農業
土地の農業利用率は、リッペ内でも個々の地域によって全く異なっている。たとえば、アウグストドルフの農業用地は登記面積の 2.8 % に過ぎないが、レーオポルツヘーエのそれは 81 % を占める。この違いは、特にトイトブルクの森に起因する。この山塊に直接面している地域では、土地の農業利用率は軒並み低い（アウグストドルフ 2.8 %、エルリングハウゼン 12.2 %、シュランゲン 13.8 %）。アウグストドルフとシュランゲンでは、さらに町の大きな部分が軍事演習場とされているという、もう一つの制約がある。

### 健康
| 病院 | 所在地                      | 病床数                   |
| --- | --------------------------- | ------------------------ |
| クリーニクム・リッペ（旧クランケンハウス・リッペ＝デトモルト） リッペ郡の病院であり、レムゴーとバート・ザルツウフレンに分院がある                   | デトモルト                  | 1,362 床                 |
| リッペ神経科病院ドクトル・シュペルマン (LNK) （精神病および精神療法の専門病院）                                                                     | バート・ザルツウフレン      | 101 床                   |
| GPZ リッペ（公立精神病センター、精神病および精神療法の専門病院） ヴェストファーレン＝リッペ地域連合およびリッペ郡健康ホールディングが運営する病院   | デトモルト                  | 64 床                    |
| ヘルヴェーク＝クリーニクム・エルリングハウゼン、精神療法およびラーゲに依存症治療施設を有する ビーレフェルトの福音主義ヨハネスヴェルクが運営する病院 | エルリングハウゼン、 ラーゲ | 20 床 （依存症治療施設） |
| | 計                          | 1,527床                  |

この他にクリーニクム・リッペはバート・ザルツウフレン＝シェトマールの健康センターに48 床の小児・若年精神病のための分院を有している。
これらの病院計画の他に数多くのリハビリテーション施設がある。
バート・ザルツウフレン
メディアーン・クリーニクム・アム・ブルクグラーベン
メディアーン・クリーニクム・フラッハスハイデ
レーア＝クリーニクム・リッパーラント（クリーニク・リッパーラント、クリーニク・リートホルツ、クリーニク・ゾフィーエンハイス）ドイツ年金保険連合が運営する
ザルツェタールクリーニク、ドイツ年金保険ヴェストファーレンが運営する
ザリーネンクニーニク・アム・パルク、民間のリハビリ病院
エクスタータール＝ラスブルーフ
オーバーベルククリーニク・ヴェーザーベルクラント、精神療法、精神病、精神身体医学の病院
ホルン＝バート・メルンベルク
メディクリン・ローゼ・クリーニク
ドクトール・ベッカー・ブルンネン＝クリーニク、精神療法、精神病、精神身体医学の民間病院

### メディア
ラジオ・リッペは、郡内向けの民間ローカルラジオ局である。自作の番組の他に、ラジオ・NRW の地域プログラムも放送している。
西ドイツ放送 (WDR) はデトモルトにオフィスを有している。このオフィスはWDR-スタジオ・ビーレフェルトに属し、WDRおよびARDのためのラジオ・テレビ報道を制作している。
リッピシェ・ランデス＝ツァイトゥングは、平日に刊行される郡の地方紙である。リッペポータルは、イベントカレンダーを掲載する月刊紙である。リッペ・アクトゥエルは隔週刊行の経済紙で、無料でリッペ郡のほぼ全戸に配布される。
地方メディアネットの観点から興味深いのは、ラジオ・リッペが放送する市民制作番組である。これらの番組制作のために、ボランティアによって組織され、自由に立ち入ることのできるラジオ制作所がデトモルトとヘルステ（ラーゲ市）に設けられている。

## 市町村
リッペ郡は以下の市町村からなる。かっこ内の数字は、2023年12月31日現在の人口である。
| 市 - バート・ザルツウフレン (Bad Salzuflen 54,585) - バルントルプ (Barntrup 8,522) - ブロムベルク (Blomberg 15,417) - デトモルト (Detmold 74,835) - ホルン＝バート・マインベルク (Horn-Bad Meinberg 17,329) - ラーゲ (Lage 35,311) - レムゴー (Lemgo 40,531) - リュクデ (Lügde 9,298) - エルリングハウゼン (Oerlinghausen 17,287) - シーダー＝シュヴァーレンベルク (Schieder-Schwalenberg 8,276) 町村 - アウグストドルフ (Augustdorf 10,314) - デーレントルプ (Dörentrup 7,682) - エクスタータール (Extertal 10,954) - カレタール (Kalletal 13,391) - レーオポルツヘーエ (Leopoldshöhe 16,658) - シュランゲン (Schlangen 9,391) | リッペ郡の市町村図 |

このうち、バート・ザルツウフレン、ラーゲ、レムゴーは中規模郡所属市、デトモルトは大規模郡所属市に格付けされる。

## その他

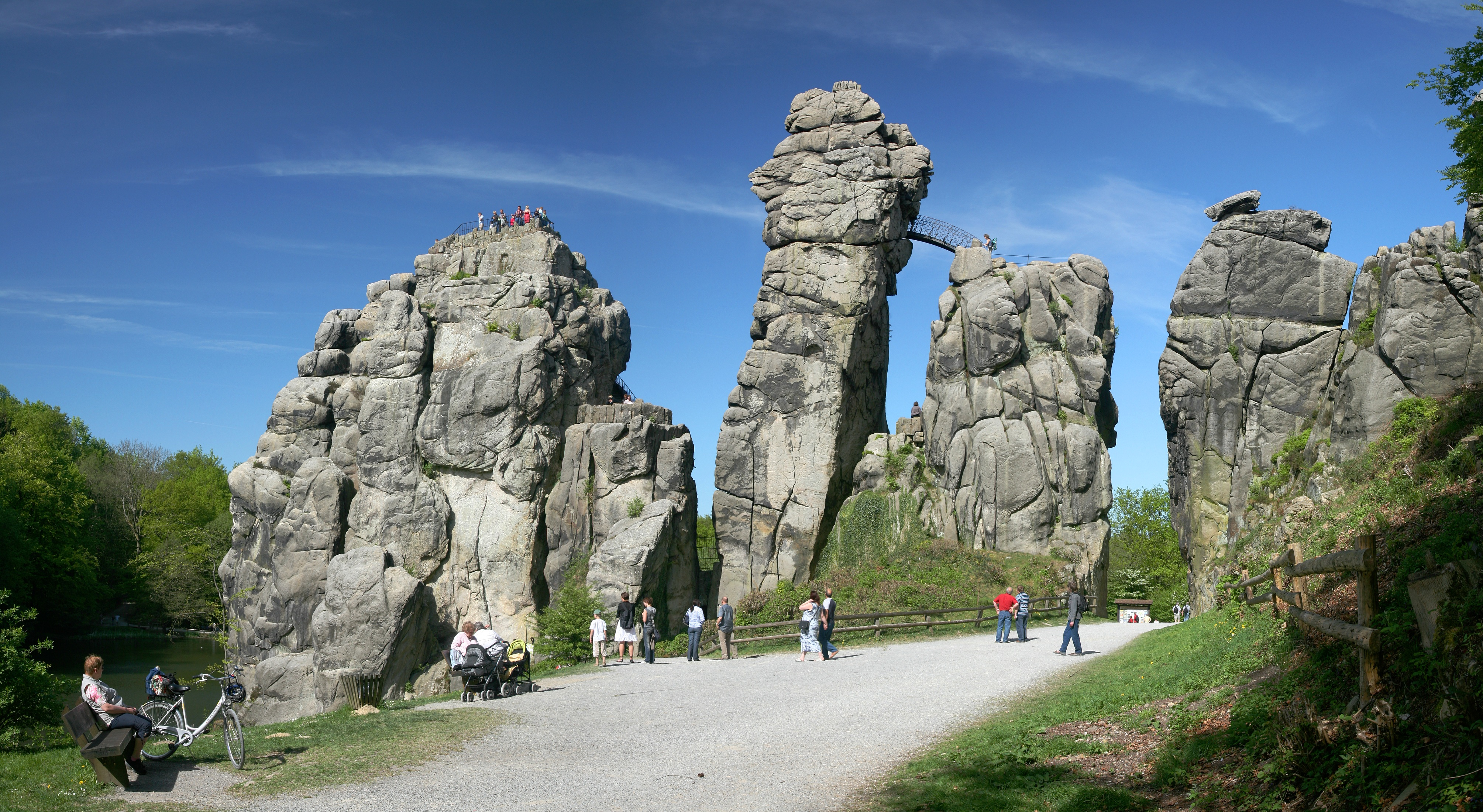
エクステルン岩

- 本郡は、多くの保養センター、ハイキング地、ホルン＝バート・マインベルク近郊のエクステルン岩（ドイツ語版）（古代ゲルマン人の聖所とされる砂岩群）、デトモルトから約 3 km 南西のヒデンゼン近郊にあるヘルマン記念碑（ドイツ語版）で知られている。また、特に人気の観光地は、ヴェストファーレン屋外博物館デトモルト、リッペ地方博物館デトモルト、レムゴーのブラーケ城にあるヴェーザールネサンス博物館である。
- スポーツでは、リッペ郡はハンドボールで有名である。TBVレムゴー（ドイツ語版）は、1983/84年シーズンに男子ハンドボール・ブンデスリーガでプレイし、女子ブンデスリーガに HSG ブロムベルク＝リッペが参加している。
- リッペ郡は、多くの外国からの移住者、特にドイツ系ロシア人やロシアのメノー派信者などの新たな故郷となっている。
- 郷土料理・食材としては、リッパー・シュッツェなどのヴァコルダーシュナップ（ビャクシンで香り付けした蒸留酒）やピッケルト（ジャガイモ料理）がある。
- ドイツ連邦共和国第7代首相のゲアハルト・シュレーダーは、モッセンベルク（ブロムベルク）の出身である。彼はリッペ郡で育ち、レムゴーで教育を受けた。
- 連邦外務大臣のフランク＝ヴァルター・シュタインマイアーはデトモルト出身で、シーダー＝シュヴァーレンベルクで育った。
- 2008年から郡全域がトイトブルクの森/エッゲ山地自然公園に指定されている。

## 引用
1. 1 2  Bevölkerung der Gemeinden Nordrhein-Westfalens am 31. Dezember 2023 – Fortschreibung des Bevölkerungsstandes auf Basis des Zensus vom 9. Mai 2011
2. ↑  “Kreistagswahl Kreis Lippe 13.09.2020”. 2022年10月27日閲覧。
3. ↑  Hauptsatzung des Kreises Lippe（2014年5月1日 閲覧）
4. ↑  Studio Bielefeld - NRW-Studios WDR（2014年5月6日 閲覧）